# Ecuación hiperbólica en derivadas parciales
Una ecuación hiperbólica en derivadas parciales es una ecuación diferencial en derivadas parciales de segundo orden del tipo:

{\displaystyle Au_{xx}+2Bu_{xy}+Cu_{yy}+Du_{x}+Eu_{y}+F=0\quad }

en la cual la matriz:

{\displaystyle Z={\begin{bmatrix}A&B\\B&C\end{bmatrix}}}

cuyos coeficientes pueden ser constantes o funciones continuas en las variables (x,y), tiene un determinante negativo.
Un ejemplo de una ecuación diferencial en derivadas parciales hiperbólica es la ecuación de ondas:

{\displaystyle {\frac {\partial ^{2}\mathbf {u} }{\partial t^{2}}}-{\frac {1}{v_{x}^{2}}}{\frac {\partial ^{2}\mathbf {u} }{\partial x^{2}}}-{\frac {1}{v_{y}^{2}}}{\frac {\partial ^{2}\mathbf {u} }{\partial y^{2}}}-{\frac {1}{v_{z}^{2}}}{\frac {\partial ^{2}\mathbf {u} }{\partial z^{2}}}=0}